# Championnat de France de rugby à XV de 1re division fédérale 2010-2011
Navigation
Fédérale 1 2009-2010 Fédérale 1 2011-2012
Pour un article plus général, voir Championnat de France de rugby à XV de 1re division fédérale.
Le Championnat de France de 1re division fédérale 2010-2011 voit s'affronter 49 équipes parmi lesquelles deux seront promues en Pro D2 et treize seront reléguées en Fédérale 2.

## Formule
Ce championnat débute par une phase préliminaire regroupant 49 équipes dans 4 poules. Les quatre premiers de chaque poule sont qualifiés pour la phase finale tandis que les trois derniers sont relégués en Fédérale 2 (quatre derniers pour le poule 4).
À l'origine, seulement 48 équipes étaient prévues dans ce championnat mais le club de  Lille MRC, qui a été rétrogradé en  Fédérale 2 par la DNACG, a été repêché par décision du Tribunal Administratif. Le  Lille MRC a été placé dans la poule 4.
Les seize qualifiés pour la phase finale s'affrontent en huitièmes de finale en matchs aller-retour. Les quarts et demi-finales se jouent également sur deux matchs et la finale se dispute sur un seul match. Les deux finalistes sont promus en Pro D2.

## Saison régulière
| Club               | Ville           | Saison 2009-2010               | Site officiel |
| ------------------ | --------------- | ------------------------------ | ------------- |
| US Annecy          | Annecy          | Promu - Demi-finale F2         | Site Officiel |
| AC Bobigny         | Bobigny         | Jean-Prat - Phase de poule     | Site Officiel |
| US Bressane        | Bourg-en-Bresse | Jean-Prat - Demi-finale        | Site Officiel |
| RCA Cergy-Pontoise | Cergy-Pontoise  | Promu - Huitième de finale F2  |               |
| Stade dijonnais    | Longvic         | Play-Down - Demi-finale        | Site Officiel |
| AS Mâcon           | Mâcon           | Promu - Seizième de finale F2  | Site Officiel |
| RC Massy           | Massy           | Jean-Prat - Phase de poule     | Site Officiel |
| Montluçon rugby    | Montluçon       | Jean-Prat - Huitième de finale | Site Officiel |
| USO Nevers         | Nevers          | Promu - Huitième de finale F2  | Site Officiel |
| RC Orléans         | Orléans         | Play-Down - Finale             | Site Officiel |
| RC Strasbourg      | Strasbourg      | Promu - Finale F2              | Site Officiel |
| RC Suresnes        | Suresnes        | Promu - Quart de finale F2     | Site Officiel |

| Rang | Club                   | J  | V  | N | D  | Bo | Bd | Pm  | Pe  | Diff | Pts |
| ---- | ---------------------- | -- | -- | - | -- | -- | -- | --- | --- | ---- | --- |
| 1    | RC Massy               | 22 | 18 | 0 | 4  | 14 | 4  | 642 | 307 | +335 | 90  |
| 2    | AC Bobigny             | 22 | 17 | 0 | 5  | 8  | 2  | 522 | 299 | +223 | 78  |
| 3    | US Bressane            | 22 | 16 | 1 | 5  | 6  | 2  | 545 | 326 | +219 | 74  |
| 4    | Stade dijonnais        | 22 | 14 | 1 | 7  | 4  | 6  | 447 | 292 | +155 | 68  |
| 5    | Montluçon              | 22 | 14 | 0 | 8  | 6  | 5  | 492 | 341 | +151 | 67  |
| 6    | USO Nevers (P)         | 22 | 11 | 0 | 11 | 3  | 7  | 452 | 373 | +79  | 54  |
| 7    | AS Mâcon (P)           | 22 | 10 | 0 | 12 | 3  | 6  | 485 | 474 | +11  | 49  |
| 8    | RC Orléans             | 22 | 10 | 0 | 12 | 1  | 4  | 337 | 418 | -81  | 45  |
| 9    | RC Strasbourg (P)      | 22 | 9  | 1 | 12 | 1  | 4  | 317 | 424 | -107 | 43  |
| 10   | US Annecy (P)          | 22 | 7  | 1 | 14 | 0  | 2  | 269 | 483 | -214 | 32  |
| 11   | RC Suresnes (P)        | 22 | 2  | 1 | 19 | 0  | 3  | 267 | 686 | -419 | 13  |
| 12   | RCA Cergy-Pontoise (P) | 22 | 1  | 1 | 20 | 0  | 6  | 273 | 625 | -352 | 12  |

|  | Qualifiés pour les huitièmes de finale (#1, #2, #3, #4). |
|  | Relégués en Fédérale 2 (#10, #11, #12). |
|  | P : Promus 2010 V : Victoires • N : Matches Nuls • D : Défaites • BO : Bonus offensifs • BD : Bonus défensifs • PP : Points Pour (marqués) • PC : Points Contre (encaissés) • Diff : Différence de points |

| US Annecy AC Bobigny US Bressane RCA Cergy-Pontoise Stade dijonnais AS Mâcon RC Massy Montluçon USO Nevers RC Orléans RC Strasbourg RC Suresnes |

### Poule 2
| Club                   | Ville            | Saison 2009-2010               | Site officiel |
| ---------------------- | ---------------- | ------------------------------ | ------------- |
| RC Aubenas             | Aubenas          | Jean-Prat - Phase de poule     | Site Officiel |
| AS Béziers             | Béziers          | Jean-Prat - Quart de finale    | Site Officiel |
| Blagnac SCR            | Blagnac          | Promu - Vainqueur F2           | Site Officiel |
| RC Châteaurenard       | Châteaurenard    | Jean-Prat - Phase de poule     | Site Officiel |
| RO Grasse              | Grasse           | Promu - Huitième de finale F2  | Site Officiel |
| SC Graulhet            | Graulhet         | Jean-Prat - Huitième de finale | Site Officiel |
| AS Lavaur              | Lavaur           | Jean-Prat - Phase de poule     | Site Officiel |
| US La Seyne            | La Seyne-sur-Mer | Play-Down - Vainqueur          | Site Officiel |
| US Montauban           | Montauban        | Relégué - 12e Top 14           | Site Officiel |
| Rugby Nice Côte d'Azur | Nice             | Jean-Prat - Huitième de finale | Site Officiel |
| US Romans              | Romans-sur-Isère | Play-Down - Quart de finale    | Site Officiel |
| Avenir valencien       | Valence-d'Agen   | Jean-Prat - Phase de poule     | Site Officiel |

| Rang | Club                   | J  | V  | N | D  | Bo | Bd | Pm  | Pe  | Diff | Pts |
| ---- | ---------------------- | -- | -- | - | -- | -- | -- | --- | --- | ---- | --- |
| 1    | AS Béziers             | 22 | 14 | 3 | 5  | 7  | 3  | 610 | 340 | +270 | 72  |
| 2    | US Montauban (R)       | 22 | 12 | 3 | 7  | 3  | 5  | 442 | 320 | +122 | 62  |
| 3    | Rugby Nice Côte d'Azur | 22 | 13 | 2 | 7  | 1  | 2  | 375 | 372 | +3   | 59  |
| 4    | AS Lavaur              | 22 | 12 | 2 | 8  | 3  | 4  | 411 | 368 | +43  | 59  |
| 5    | US La Seyne            | 22 | 12 | 2 | 8  | 1  | 5  | 486 | 356 | +130 | 58  |
| 6    | Avenir valencien       | 22 | 11 | 2 | 9  | 0  | 4  | 413 | 450 | -37  | 52  |
| 7    | Blagnac SC (P)         | 22 | 10 | 0 | 12 | 2  | 8  | 424 | 369 | +55  | 51  |
| 8    | US Romans              | 22 | 11 | 0 | 11 | 1  | 6  | 406 | 462 | -56  | 51  |
| 9    | RC Châteaurenard       | 22 | 10 | 1 | 11 | 2  | 3  | 361 | 432 | -71  | 47  |
| 10   | SC Graulhet            | 22 | 7  | 1 | 14 | 0  | 10 | 350 | 412 | -62  | 40  |
| 11   | RC Aubenas             | 22 | 7  | 1 | 14 | 2  | 5  | 397 | 591 | -194 | 37  |
| 12   | RO Grasse (P)          | 22 | 4  | 1 | 17 | 1  | 3  | 369 | 572 | -203 | 20  |

|  | Qualifiés pour les huitièmes de finale (#1, #2, #3, #4). |
|  | Relégués en Fédérale 2 (#10, #11, #12). |
|  | P : Promus 2010 • R : Rétrogradé du Top 14 2010 V : Victoires • N : Matches Nuls • D : Défaites • BO : Bonus offensifs • BD : Bonus défensifs • PP : Points Pour (marqués) • PC : Points Contre (encaissés) • Diff : Différence de points |

| RC Aubenas AS Béziers Blagnac SC RC Châteaurenard RO Grasse SC Graulhet AS vauréenne US La Seyne US Montauban Rugby Nice CA US Romans Avenir valencien |

### Poule 3
| Club                     | Ville                   | Saison 2009-2010                   | Site officiel |
| ------------------------ | ----------------------- | ---------------------------------- | ------------- |
| Stade langonnais         | Langon                  | Jean-Prat - Huitième de finale     | Site Officiel |
| Limoges rugby            | Limoges                 | Jean-Prat - Quart de finale        | Site Officiel |
| US Marmande              | Marmande                | Jean-Prat - Phase de poule         | Site Officiel |
| Stade niortais rugby     | Niort                   | Play-Down - Quart de finale        | Site Officiel |
| Pays Médoc rugby         | Pauillac/Lesparre-Médoc | Promu - Huitième de finale F2      | Site Officiel |
| CA Périgueux             | Périgueux               | Jean-Prat - Quart de finale        | Site Officiel |
| CA Ribérac               | Ribérac                 | Promu - Seizième de finale F2      | Site Officiel |
| AS Saint-Junien          | Saint-Junien            | Promu - Demi-finale F2             | Site Officiel |
| Saint Médard RC          | Saint-Médard-en-Jalles  | Repêché - Play-Down Phase de poule | Site Officiel |
| Sporting nazairien rugby | Saint-Nazaire           | Jean-Prat - Phase de poule         | Site Officiel |
| US Tours                 | Tours                   | Repêché - Play-Down Phase de poule | Site Officiel |
| RC Vannes                | Vannes                  | Jean-Prat - Phase de poule         | Site Officiel |

| Rang | Club                | J  | V  | N | D  | Bo | Bd | Pm  | Pe  | Diff | Pts |
| ---- | ------------------- | -- | -- | - | -- | -- | -- | --- | --- | ---- | --- |
| 1    | CA Périgueux        | 22 | 19 | 0 | 3  | 12 | 3  | 685 | 235 | +450 | 91  |
| 2    | Limoges             | 22 | 19 | 0 | 3  | 12 | 2  | 712 | 283 | +429 | 90  |
| 3    | RC Vannes           | 22 | 16 | 0 | 6  | 9  | 3  | 480 | 285 | +195 | 76  |
| 4    | US Marmande         | 22 | 13 | 2 | 7  | 6  | 4  | 543 | 405 | +138 | 66  |
| 5    | Stade langonnais    | 22 | 13 | 1 | 8  | 3  | 3  | 447 | 391 | +56  | 60  |
| 6    | Saint Médard RC     | 22 | 11 | 0 | 11 | 5  | 5  | 372 | 397 | -25  | 54  |
| 7    | Sporting nazairien  | 22 | 12 | 0 | 10 | 4  | 1  | 456 | 466 | -10  | 53  |
| 8    | AS Saint-Junien (P) | 22 | 10 | 1 | 11 | 3  | 2  | 436 | 458 | -22  | 47  |
| 9    | CA Ribérac (P)      | 22 | 7  | 0 | 15 | 0  | 5  | 308 | 504 | -196 | 33  |
| 10   | Pays du Médoc (P)   | 22 | 5  | 0 | 17 | 1  | 8  | 305 | 508 | -203 | 29  |
| 11   | Stade niortais      | 22 | 2  | 0 | 20 | 0  | 6  | 363 | 677 | -314 | 14  |
| 12   | US Tours            | 22 | 3  | 0 | 19 | 0  | 1  | 218 | 716 | -498 | 13  |

|  | Qualifiés pour les huitièmes de finale (#1, #2, #3, #4). |
|  | Relégués en Fédérale 2 (#10, #11, #12). |
|  | P : Promus 2010 V : Victoires • N : Matches Nuls • D : Défaites • BO : Bonus offensifs • BD : Bonus défensifs • PP : Points Pour (marqués) • PC : Points Contre (encaissés) • Diff : Différence de points |

| Stade langonnais Limoges US Marmande Stade niortais Pays du Médoc CA Périgueux CA Ribérac AS Saint-Junien Saint Médard RC Sporting nazairien US Tours RC Vannes |

### Poule 4
| Club                         | Ville                    | Saison 2009-2010                   | Site officiel |
| ---------------------------- | ------------------------ | ---------------------------------- | ------------- |
| Cahors rugby                 | Cahors                   | Jean-Prat - Phase de poule         | Site Officiel |
| Avenir castanéen rugby       | Castanet-Tolosan         | Jean-Prat - Phase de poule         | Site Officiel |
| GS Figeac                    | Figeac                   | Promu - Huitième de finale F2      | Site Officiel |
| CA Lannemezan                | Lannemezan               | Relégué - 16e Pro D2               | Site Officiel |
| Lille MRC                    | Lille                    | Play-Down - Quart de finale        | Site Officiel |
| FC Lourdes                   | Lourdes                  | Play-Down - Huitième de finale     | Site Officiel |
| Sport athlétique mauléonais  | Mauléon                  | Repêché - Play-Down Phase de poule | Site Officiel |
| Union sportive Morlaàs rugby | Morlaàs                  | Play-Down - Huitième de finale     | Site Officiel |
| FC Oloron                    | Oloron-Sainte-Marie      | Play-Down - Demi-finale            | Site Officiel |
| US Orthez rugby              | Orthez                   | Play-Down - Huitième de finale     | Site Officiel |
| Saint-Jean-de-Luz OR         | Saint-Jean-de-Luz        | Repêché - Play-Down Phase de poule | Site Officiel |
| Tyrosse RCS                  | Saint-Vincent-de-Tyrosse | Jean-Prat - Demi-finale            | Site Officiel |
| AS Tournefeuille             | Tournefeuille            | Play-Down - Huitième de finale     | Site Officiel |

| Rang | Club                        | J  | V  | N | D  | Bo | Bd | Pm  | Pe  | Diff | Pts |
| ---- | --------------------------- | -- | -- | - | -- | -- | -- | --- | --- | ---- | --- |
| 1    | US Tyrosse                  | 24 | 18 | 1 | 5  | 11 | 2  | 666 | 299 | +367 | 87  |
| 2    | Avenir castanéen            | 24 | 16 | 1 | 7  | 7  | 5  | 592 | 419 | +173 | 78  |
| 3    | Lille MR                    | 24 | 16 | 0 | 8  | 5  | 4  | 544 | 399 | +145 | 73  |
| 4    | CA Lannemezan (R)           | 24 | 13 | 2 | 9  | 5  | 6  | 517 | 440 | +77  | 67  |
| 5    | FC Oloron                   | 24 | 13 | 0 | 11 | 2  | 7  | 516 | 471 | +45  | 61  |
| 6    | Saint Jean de Luz olympique | 24 | 11 | 0 | 13 | 2  | 7  | 440 | 447 | -7   | 53  |
| 7    | FC Lourdes                  | 24 | 12 | 0 | 12 | 2  | 5  | 481 | 513 | -32  | 53  |
| 8    | US Morlaàs                  | 24 | 11 | 0 | 13 | 1  | 7  | 451 | 485 | -34  | 52  |
| 9    | SA Mauléon                  | 24 | 11 | 1 | 12 | 1  | 3  | 387 | 513 | -126 | 50  |
| 10   | AS Tournefeuille            | 24 | 10 | 0 | 14 | 0  | 6  | 396 | 527 | -131 | 46  |
| 11   | GS Figeac (P)               | 24 | 9  | 1 | 14 | 1  | 6  | 460 | 576 | -116 | 45  |
| 12   | US Orthez                   | 24 | 6  | 1 | 17 | 0  | 8  | 381 | 496 | -115 | 34  |
| 13   | Cahors                      | 24 | 6  | 1 | 17 | 1  | 5  | 409 | 655 | -246 | 32  |

|  | Qualifiés pour les huitièmes de finale (#1, #2, #3, #4). |
|  | Relégués en Fédérale 2 (#10, #11, #12, #13). |
|  | P : Promu 2010 • R : Relégué de Pro D2 2010 V : Victoires • N : Matches Nuls • D : Défaites • BO : Bonus offensifs • BD : Bonus défensifs • PP : Points Pour (marqués) • PC : Points Contre (encaissés) • Diff : Différence de points |

| Cahors Avenir castanéen GS Figeac CA Lannemezan Lille MR FC Lourdes SA Mauléon US Morlaàs FC Oloron US Orthez Saint-Jean-de-Luz OR US Tyrosse AS Tournefeuille |

## Phase finale

### Règlement
Organisation tableau final
Le tableau final est organisé de la manière suivante 
 : 

4e Poule 4 - 1re Poule 1 

3e Poule 2 - 2e Poule 3

3e Poule 4 - 2e Poule 1

4e Poule 2 - 1re Poule 3

3e Poule 1 - 2e Poule 4

4e Poule 3 - 1re Poule 2

4e Poule 1 - 1re Poule 4

3e Poule 3 - 2e Poule 2

Les huitièmes, quarts et demi-finales se disputent en matchs aller-retour avec match retour chez la meilleure équipe. La finale se déroule sur un match et sur terrain neutre.
Départage des équipes
Pour départager les équipes, les règles suivantes sont utilisées : 

1. Nombre de points « terrain »
2. Nombre de jours de suspension, liées aux sanctions sportives, sur l’ensemble des rencontres de la phase considérée
3. Différence de points
4. Différences des essais
5. Plus grand nombre de points marqués.
6. Plus grand nombre d'essais marqués.
7. Nombre de forfaits n'ayant pas entraîné de forfait général.
8. Classement à l'issue de la phase précédente.
9. Place obtenue la saison précédente dans la compétition nationale

### Tableau
En italique, les équipes recevant au retour. 
|  | Huitièmes de finale    | Huitièmes de finale |              |          | Quarts de finale  | Quarts de finale  |  |  | Demi-finales       | Demi-finales       |  |  | Finale                                | Finale                                |
|  | Huitièmes de finale    | Huitièmes de finale |              |          | Quarts de finale  | Quarts de finale  |  |  | Demi-finales       | Demi-finales       |  |  | Finale                                | Finale                                |
|  |                        |                     |              |          |                   |                   |  |  |                    |                    |  |  |                                       |                                       |
|  | 8 et 15 mai 2011       | 8 et 15 mai 2011    |              |          | 22 et 29 mai 2011 | 22 et 29 mai 2011 |  |  | 12 et 19 juin 2011 | 12 et 19 juin 2011 |  |  | 25 juin 2011, Stade Sapiac, Montauban | 25 juin 2011, Stade Sapiac, Montauban |
|  | 8 et 15 mai 2011       | 8 et 15 mai 2011    |              |          | 22 et 29 mai 2011 | 22 et 29 mai 2011 |  |  | 12 et 19 juin 2011 | 12 et 19 juin 2011 |  |  | 25 juin 2011, Stade Sapiac, Montauban | 25 juin 2011, Stade Sapiac, Montauban |
|  | CA Lannemezan          | 29 \| 9             |              |          | 22 et 29 mai 2011 | 22 et 29 mai 2011 |  |  | 12 et 19 juin 2011 | 12 et 19 juin 2011 |  |  | 25 juin 2011, Stade Sapiac, Montauban | 25 juin 2011, Stade Sapiac, Montauban |
|  | CA Lannemezan          | 29 \| 9             |              |          | 22 et 29 mai 2011 | 22 et 29 mai 2011 |  |  | 12 et 19 juin 2011 | 12 et 19 juin 2011 |  |  | 25 juin 2011, Stade Sapiac, Montauban | 25 juin 2011, Stade Sapiac, Montauban |
|  | RC Massy               | 26 \| 27            |              |          | 22 et 29 mai 2011 | 22 et 29 mai 2011 |  |  | 12 et 19 juin 2011 | 12 et 19 juin 2011 |  |  | 25 juin 2011, Stade Sapiac, Montauban | 25 juin 2011, Stade Sapiac, Montauban |
|  | RC Massy               | 26 \| 27            | RC Massy     | 18 \| 31 |                   |                   |  |  | 12 et 19 juin 2011 | 12 et 19 juin 2011 |  |  | 25 juin 2011, Stade Sapiac, Montauban | 25 juin 2011, Stade Sapiac, Montauban |
|  | 8 et 15 mai 2011       |                     | RC Massy     | 18 \| 31 |                   |                   |  |  | 12 et 19 juin 2011 | 12 et 19 juin 2011 |  |  | 25 juin 2011, Stade Sapiac, Montauban | 25 juin 2011, Stade Sapiac, Montauban |
|  |                        | Limoges rugby       | 19 \| 20     |          |                   |                   |  |  | 12 et 19 juin 2011 | 12 et 19 juin 2011 |  |  | 25 juin 2011, Stade Sapiac, Montauban | 25 juin 2011, Stade Sapiac, Montauban |
|  | Rugby Nice Côte d'Azur | Limoges rugby       | 19 \| 20     | 20 \| 10 |                   |                   |  |  | 12 et 19 juin 2011 | 12 et 19 juin 2011 |  |  | 25 juin 2011, Stade Sapiac, Montauban | 25 juin 2011, Stade Sapiac, Montauban |
|  | Rugby Nice Côte d'Azur | 22 et 29 mai 2011   |              | 20 \| 10 |                   |                   |  |  | 12 et 19 juin 2011 | 12 et 19 juin 2011 |  |  | 25 juin 2011, Stade Sapiac, Montauban | 25 juin 2011, Stade Sapiac, Montauban |
|  | Limoges rugby          | 26 \| 26            |              |          |                   |                   |  |  | 12 et 19 juin 2011 | 12 et 19 juin 2011 |  |  | 25 juin 2011, Stade Sapiac, Montauban | 25 juin 2011, Stade Sapiac, Montauban |
|  | Limoges rugby          | 26 \| 26            | RC Massy     | 17 \| 25 |                   |                   |  |  |                    |                    |  |  | 25 juin 2011, Stade Sapiac, Montauban | 25 juin 2011, Stade Sapiac, Montauban |
|  | 8 et 15 mai 2011       |                     | RC Massy     | 17 \| 25 |                   |                   |  |  |                    |                    |  |  | 25 juin 2011, Stade Sapiac, Montauban | 25 juin 2011, Stade Sapiac, Montauban |
|  |                        | CA Périgueux        | 24 \| 20     |          |                   |                   |  |  |                    |                    |  |  | 25 juin 2011, Stade Sapiac, Montauban | 25 juin 2011, Stade Sapiac, Montauban |
|  | Lille MRC              | CA Périgueux        | 24 \| 20     | 15 \| 15 |                   |                   |  |  |                    |                    |  |  | 25 juin 2011, Stade Sapiac, Montauban | 25 juin 2011, Stade Sapiac, Montauban |
|  | Lille MRC              | 12 et 19 juin 2011  |              | 15 \| 15 |                   |                   |  |  |                    |                    |  |  | 25 juin 2011, Stade Sapiac, Montauban | 25 juin 2011, Stade Sapiac, Montauban |
|  | AC Bobigny             | 3 \| 27             |              |          |                   |                   |  |  |                    |                    |  |  | 25 juin 2011, Stade Sapiac, Montauban | 25 juin 2011, Stade Sapiac, Montauban |
|  | AC Bobigny             | 3 \| 27             | AC Bobigny   | 22 \| 13 |                   |                   |  |  |                    |                    |  |  | 25 juin 2011, Stade Sapiac, Montauban | 25 juin 2011, Stade Sapiac, Montauban |
|  | 8 et 15 mai 2011       |                     | AC Bobigny   | 22 \| 13 |                   |                   |  |  |                    |                    |  |  | 25 juin 2011, Stade Sapiac, Montauban | 25 juin 2011, Stade Sapiac, Montauban |
|  |                        | CA Périgueux        | 22 \| 34     |          |                   |                   |  |  |                    |                    |  |  | 25 juin 2011, Stade Sapiac, Montauban | 25 juin 2011, Stade Sapiac, Montauban |
|  | AS Lavaur              | CA Périgueux        | 22 \| 34     | 12 \| 10 |                   |                   |  |  |                    |                    |  |  | 25 juin 2011, Stade Sapiac, Montauban | 25 juin 2011, Stade Sapiac, Montauban |
|  | AS Lavaur              | 22 et 29 mai 2011   |              | 12 \| 10 |                   |                   |  |  |                    |                    |  |  | 25 juin 2011, Stade Sapiac, Montauban | 25 juin 2011, Stade Sapiac, Montauban |
|  | CA Périgueux           | 32 \| 56            |              |          |                   |                   |  |  |                    |                    |  |  | 25 juin 2011, Stade Sapiac, Montauban | 25 juin 2011, Stade Sapiac, Montauban |
|  | CA Périgueux           | 32 \| 56            | CA Périgueux | 6        |                   |                   |  |  |                    |                    |  |  |                                       |                                       |
|  | 8 et 15 mai 2011       |                     | CA Périgueux | 6        |                   |                   |  |  |                    |                    |  |  |                                       |                                       |
|  |                        | AS Béziers          | 13           |          |                   |                   |  |  |                    |                    |  |  |                                       |                                       |
|  | US Bressane            | AS Béziers          | 13           | 28 \| 16 |                   |                   |  |  |                    |                    |  |  |                                       |                                       |
|  | US Bressane            |                     |              | 28 \| 16 |                   |                   |  |  |                    |                    |  |  |                                       |                                       |
|  | Avenir castanéen rugby | 23 \| 20            |              |          |                   |                   |  |  |                    |                    |  |  |                                       |                                       |
|  | Avenir castanéen rugby | 23 \| 20            | US Bressane  | 23 \| 19 |                   |                   |  |  |                    |                    |  |  |                                       |                                       |
|  | 8 et 15 mai 2011       |                     | US Bressane  | 23 \| 19 |                   |                   |  |  |                    |                    |  |  |                                       |                                       |
|  |                        | AS Béziers          | 9 \| 35      |          |                   |                   |  |  |                    |                    |  |  |                                       |                                       |
|  | US Marmande            | AS Béziers          | 9 \| 35      | 22 \| 13 |                   |                   |  |  |                    |                    |  |  |                                       |                                       |
|  | US Marmande            | 22 et 29 mai 2011   |              | 22 \| 13 |                   |                   |  |  |                    |                    |  |  |                                       |                                       |
|  | AS Béziers             | 25 \| 19            |              |          |                   |                   |  |  |                    |                    |  |  |                                       |                                       |
|  | AS Béziers             | 25 \| 19            | AS Béziers   | 19 \|13  |                   |                   |  |  |                    |                    |  |  |                                       |                                       |
|  | 8 et 15 mai 2011       |                     | AS Béziers   | 19 \|13  |                   |                   |  |  |                    |                    |  |  |                                       |                                       |
|  |                        | Tyrosse RCS         | 15 \|17      |          |                   |                   |  |  |                    |                    |  |  |                                       |                                       |
|  | Stade dijonnais        | Tyrosse RCS         | 15 \|17      | 14 \| 3  |                   |                   |  |  |                    |                    |  |  |                                       |                                       |
|  | Stade dijonnais        |                     |              | 14 \| 3  |                   |                   |  |  |                    |                    |  |  |                                       |                                       |
|  | Tyrosse RCS            | 23 \| 23            |              |          |                   |                   |  |  |                    |                    |  |  |                                       |                                       |
|  | Tyrosse RCS            | 23 \| 23            | Tyrosse RCS  | 12 \| 31 |                   |                   |  |  |                    |                    |  |  |                                       |                                       |
|  | 8 et 15 mai 2011       |                     | Tyrosse RCS  | 12 \| 31 |                   |                   |  |  |                    |                    |  |  |                                       |                                       |
|  |                        | RC Vannes           | 9 \| 16      |          |                   |                   |  |  |                    |                    |  |  |                                       |                                       |
|  | RC Vannes              | RC Vannes           | 9 \| 16      | 20 \| 22 |                   |                   |  |  |                    |                    |  |  |                                       |                                       |
|  | RC Vannes              |                     |              | 20 \| 22 |                   |                   |  |  |                    |                    |  |  |                                       |                                       |
|  | US Montauban           | 21 \| 20            |              |          |                   |                   |  |  |                    |                    |  |  |                                       |                                       |
|  | US Montauban           | 21 \| 20            |              |          |                   |                   |  |  |                    |                    |  |  |                                       |                                       |

### Détail des matchs
Entre parenthèses, le nombre de points terrain de chaque match.

#### Huitièmes de finale
| Equipes                                | Match aller | Match retour | Départage      | Départage           | Départage              | Départage             |
| Equipes                                | Match aller | Match retour | Points terrain | Jours de suspension | Différence de points   | Différence des essais |
| -------------------------------------- | ----------- | ------------ | -------------- | ------------------- | ---------------------- | --------------------- |
| CA Lannemezan - RC Massy               | 29-26 (4-1) | 9-27 (0-5)   | 4-6            |                     |                        |                       |
| Rugby Nice Côte d'Azur - Limoges rugby | 20-26 (1-4) | 6-28 (0-5)   | 1-9            |                     |                        |                       |
| Lille MRC - AC Bobigny                 | 15-3 (4-0)  | 15-27 (0-4)  | 4-4            | 0                   | 0, score cumulé 30-30  | 0-2                   |
| AS Lavaur - CA Périgueux               | 12-32 (0-4) | 10-52 (0-5)  | 0-9            |                     |                        |                       |
| US Bressane - Avenir castanéen rugby   | 28-23 (4-1) | 16-20 (1-4)  | 5-5            | 0                   | +1, score cumulé 44-43 |                       |
| US Marmande - AS Béziers               | 22-25 (1-4) | 13-19 (1-4)  | 2-8            |                     |                        |                       |
| Stade dijonnais - Tyrosse RCS          | 14-23 (0-4) | 3-23 (0-4)   | 0-8            |                     |                        |                       |
| RC Vannes - US Montauban               | 20-21 (1-4) | 22-20 (4-1)  | 5-5            | 0                   | +1, score cumulé 42-41 |                       |

#### Quarts de finale
| Equipes                   | Match aller | Match retour | Départage      | Départage           | Départage              |
| Equipes                   | Match aller | Match retour | Points terrain | Jours de suspension | Différence de points   |
| ------------------------- | ----------- | ------------ | -------------- | ------------------- | ---------------------- |
| Limoges rugby - RC Massy  | 19-18 (4-1) | 20-31 (0-4)  | 4-5            |                     |                        |
| AC Bobigny - CA Périgueux | 22-22 (2-2) | 13-34 (0-4)  | 2-6            |                     |                        |
| US Bressane - AS Béziers  | 23-9 (4-0)  | 19-35 (0-4)  | 4-4            | 0                   | +2, score cumulé 42-44 |
| RC Vannes - Tyrosse RCS   | 9-12 (1-4)  | 16-31 (0-4)  | 1-8            |                     |                        |

#### Demi-finales
| Équipes                  | Match aller | Match retour | Départage      | Départage           | Départage              | Départage             |
| Équipes                  | Match aller | Match retour | Points terrain | Jours de suspension | Différence de points   | Différence des essais |
| ------------------------ | ----------- | ------------ | -------------- | ------------------- | ---------------------- | --------------------- |
| RC Massy - CA Périgueux  | 17-24 (1-4) | 25-20 (4-1)  | 5-5            | 0                   | +2, score cumulé 42-44 |                       |
| AS Béziers - Tyrosse RCS | 19-15 (4-1) | 13-17 (1-4)  | 5-5            | 0                   | 0, score cumulé 32-32  | 3-1                   |

### Finale
| 25 juin 2011 18h 30 | CA Périgueux                                  | 6 - 13 (3-13) | AS Béziers                                                                                            | Stade Sapiac, Montauban 6,000 spectateurs Arbitre : Stéphan Pomarède |
| 25 juin 2011 18h 30 | Pénalité(s) : Caussimont (13e), Bosviel (60e) |               | Essai(s) : Zouhair (14e) Transformation(s) : Malaguradze (14e) Pénalité(s) : Malaguradze 2 (10e, 31e) | Stade Sapiac, Montauban 6,000 spectateurs Arbitre : Stéphan Pomarède |
| 25 juin 2011 18h 30 |                                               |               | | Stade Sapiac, Montauban 6,000 spectateurs Arbitre : Stéphan Pomarède |

## Promotions et relégations

### Clubs promus en Pro D2
- AS Béziers (Béziers) - Champion
- CA Périgueux (Périgueux)

### Clubs promus en Fédérale 1
- AC Boulogne-Billancourt rugby (Boulogne-Billancourt)
- RC Nîmes Gard (Nîmes)
- Stade Phocéen (Marseille)
- SA Hagetmautien (Hagetmau)

### Club relégués en Fédérale 1
- Colomiers rugby (Colomiers)
- CA Saint-Étienne  (Saint-Étienne)

### Clubs relégués en Fédérale 2
- US Annecy (Annecy)
- RC Suresnes (Suresnes)
- RCA Cergy-Pontoise (Cergy-Pontoise)
- RC Aubenas (Aubenas)
- SC Graulhet (Graulhet)
- RO Grasse (Grasse)
- Pays Médoc rugby (Pauillac) et (Lesparre-Médoc)
- Stade niortais rugby (Niort)
- US  Tours (Tours) (relégué administrativement en Fédérale 3)
- AS Tournefeuille (Tournefeuille)
- GS Figeac (Figeac)
- Cahors rugby (Cahors)
- US Orthez rugby (Orthez)